# Санта Кроче ди Маляно
Санта Кро̀че ди Маля̀но (на италиански: Santa Croce di Magliano) е малко градче и община в Централна Италия, провинция Кампобасо, регион Молизе. Разположено е на 608 m надморска височина. Населението на общината е 4727 души (към 2010 г.).